# Joseph Kampé de Fériet
Joseph Kampé de Fériet (Paris, 14 mai 1893 – Annappes, 6 avril 1982) est le fondateur de l'Institut de mécanique des fluides de Lille (ONERA Lille) en 1930. De 1919 à 1969, il est aussi professeur de mécanique à la Faculté des Sciences de Lille, professeur de mécanique, mécanique des fluides, aérodynamique, théorie de l’information et cybernétique à l'Institut industriel du Nord (École centrale de Lille).

## Biographie
Après une licence es sciences à la Sorbonne en 1913 et une thèse de doctorat sur les fonctions hypersphériques en 1915, Marie-Joseph Kampé de Fériet est nommé maître de conférences à la Faculté des Sciences de Lille en 1919, puis professeur en 1927 et titulaire de la Chaire de Mécanique en 1930 jusqu'en 1969.
Il fut professeur de mécanique à l'Institut industriel du Nord (École centrale de Lille) et lauréat du prix Kuhlmann de la Société des sciences, de l'agriculture et des arts de Lille.

Il fut le fondateur et premier directeur de l'Institut de mécanique des fluides de Lille (ONERA Lille),. 

« Tout de suite, celui-ci s'assure la collaboration de la société Henry Potez pour l'aéronautique et des Etablissements Neu pour la ventilation et le conditionnement d'air : cette idée de rapprochement avec le secteur industriel était alors une innovation d'avant-garde dans les milieux universitaires.
Membre de la Commission de Turbulence Atmosphérique créée en 1935, Kampé de Fériet participe à ce titre aux campagnes de vol à voile du Centre Aérologique de la Banne d'Ordanche, aux environs de La Bourboule. Dans les Alpes, il utilise systématiquement les nuages comme moyen de visualisation pour étudier les mouvements de l'atmosphère. En 1936, sur le pic du Mont Cervin, les observations directes par cinématographie, confrontés avec des résultats d'essais sur une maquette disposée dans la grande soufflerie horizontale de l'IMFL, vérifient de façon tout à fait remarquable les règles de similitude dynamique. 
Ses publications sont nombreuses en aérodynamique et hydrodynamique : de 1929 à 1939 on compte une quarantaine de mémoires et articles, ainsi qu'un ouvrage important sur les fonctions hypergéométriques de Gauss (1937) . Parmi les recherches plus théoriques, on peut citer les travaux sur l’équation de Navier-Stokes pour un fluide visqueux en mouvement et sur les possibilités de ramener le problème à celui d'une équation de la chaleur. Mais le plus grand nombre des travaux a pour objet la théorie de la turbulence et ses aspects énergétiques. Il contribue aussi aux activités du Troisième Cycle par ses exposés sur la théorie de l'information et la théorie des fonctions aléatoires.
À partir de 1963, il oriente ses recherches personnelles vers les problèmes de la turbulence en mécanique des fluides, ce qui le conduit à des travaux mathématiques d'aspect parfois assez abstrait ; la mécanique statistique des fluides débouche alors sur une mécanique statistique des milieux continus, l'intention étant d'aboutir à une théorie générale des systèmes évolutifs aléatoires. Le calcul des probabilités et la théorie de l'information forment la base de tous ces travaux. En ces années Kampé de Fériet acquiert une réputation mondiale dans les milieux scientifiques où se manifeste un renouveau des concepts mathématiques. On lui compte alors plus de deux cents publications en France et à l'étranger. »

## Travaux
- Albert Châtelet et Joseph Kampé de Fériet, Calcul vectoriel. Théorie. Applications géométriques et cinématiques, destiné aux élèves des classes de mathématiques spéciales et aux étudiants en sciences mathématiques et physiques : par Albert Châtelet, ancien élève de l'École normale, doyen de la Faculté des sciences de Lille, Joseph Kampé de Fériet, maître de conférences de mécanique à la Faculté des Sciences de Lille, professeur de mécanique à l'Institut industriel du Nord, Paris, Gauthier-Villars et Cie, 1924, In-8, IX-426 p. avec figures (BNF 32298423, présentation en ligne)
- Joseph Kampé de Fériet et Paul Appell, Fonctions hypergéometriques et hypersphériques, Paris, Gauthier-Villars, 1926, 434 p. (OCLC 1345284, BNF 32298425)
- Joseph Kampé de Fériet, « Recherches sur l'adaptation de la forme des véhicules rapides aux lois de la résistance de l'air », Moteurs et Cycles,‎ février 1933
- Jean Demontis et Joseph Kampé de Fériet, Recherches sur l'influence de l'angle d'ouverture d'un ajutage divergent sur l'écoulement à deux dimensions de l'air à travers cet ajutage : Volume 87 de Publications scient. et techn. du Min. de l'air, Paris, Ed. Blondel La Rougery, 1936 (OCLC 459166416, BNF 32014968)
- Joseph Kampé de Fériet, La Fonction hypergéometrique, Paris, Gauthier-Villars, 1937 (BNF 32298424)
- Joseph Kampé de Fériet, André Martinot-Lagarde et Georges Rollin, Étude sur l'utilisation des anémomètres dans un courant d'air turbulent, Paris, Gauthier-Villars, coll. « Publications scientifiques et techniques du Ministère de l'air. Travaux de l'Institut de mécanique des fluides de l'Université de Lille / 156 », 1939 (BNF 32581583)
- Joseph Kampé de Fériet et André Fauquet, Influence du souffle d'une hélice sur les caractéristiques aérodynamiques d'une maquette motorisée, coll. « Groupement français pour le développement des recherches aéronautiques. Notes techniques / 2, 4-5 », 1939 (BNF 32298427)
- Joseph Kampé de Fériet, Un problème clé de l'aéronautique, l'étude de la couche limite, Créteil, impr. de Crété, coll. « Technique et science aéronautique », 1944 (BNF 32298429)
- Joseph Kampé de Fériet, Hasard et probabilité dans la pensée scientifique contemporaine, coll. « Société des sciences, de l'agriculture et des arts de Lille », 1945 (BNF 32298426)
- Paul Germain, Joseph Kampé de Fériet et Robert Mazet, L'Enseignement de la mécanique, coll. « Association des professeurs de l'enseignement public », 1961 (BNF 33095220)